# La Croisière du Nyctalope
La Croisière du Nyctalope est un roman de Jean de la Hire publié en feuilleton en 1936 dans le quotidien Le Matin. Il paraît en format relié l'année suivante  aux éditions Fayard, puis de nouveau dans une version modifiée aux éditions André Jaeger en 1953 sous le titre Wanda. Ce roman est la onzième aventure de la saga littéraire mettant en scène Le Nyctalope.

## Synopsis
Léo Saint-Clair le Nyctalope part au secours de la princesse Iréna Zahidof, dont la fortune fait l'objet de la convoitise d'une de ses anciennes ennemies, la terrible Wanda Stielman. Arrivé en Transcaucasie, il doit affronter la jeune femme, la police secrète russe Okhrana et une horde d'assaillants kirghizes.

## Autour de l'œuvre
Cette aventure, qui fournit un certain nombre de détails sur le passé du Nyctalope, se déroule en 1913, soit juste après ses aventures martiennes racontées dans Le Mystère des XV.

## Publications
- 1936 : parution en feuilleton dans Le Matin du 16 mai au 10 septembre 1936.
- 1937 : parution aux éditions Fayard dans la collection « Le Livre populaire » n°1.
- 1953 : réédition chez André Jaeger sous le titre Wanda dans la collection « Les Grandes aventures du Nyctalope » n°7 : version abrégée du roman original.